# Saison 2009-2010 de l'Olympique lyonnais
Maillots
Chronologie
Saison précédente Saison suivante
La saison 2009-2010 de l'Olympique lyonnais est la soixantième de l'histoire du club. Elle commence après une saison marquée par une troisième place en championnat et la fin d'une série de sept titres de championnat consécutifs. Son objectif est de retrouver la première place en championnat et de franchir la barre des huitièmes de finale de la Ligue des champions, contre laquelle l'équipe se heurte depuis trois ans. Le club est également engagé dans les deux coupes nationales.
L'Olympique lyonnais termine la saison en obtenant la deuxième place du championnat lors de la dernière journée et effectue un parcours historique en Ligue des champions avec la première demi-finale de son histoire. Les résultats en Coupe de France et en Coupe de la Ligue seront décevants, avec une seule étape franchie dans chaque compétition.

## Histoire

### Un début de saison chargé mais prolifique
Après une saison vierge de tout trophée, le manager général Claude Puel ayant la confiance de son président Jean-Michel Aulas, des changements importants sont effectués dans l'effectif des joueurs. Claude Puel façonne une équipe selon ses volontés, en laissant partir Karim Benzema, Fabio Grosso et Kader Keita. Il fait venir plusieurs joueurs en remplacement : Lisandro López, Aly Cissokho, Michel Bastos et Bafétimbi Gomis.
Les professionnels de l'Olympique lyonnais reprennent les terrains d'entrainement pour la nouvelle saison le 29 juin. Comme a son habitude, le groupe se rend à Tignes pour son premier stage de la saison. Celui-ci est fixé au 2 juillet et jusqu'au 11. Les joueurs enchainent une série de matchs amicaux du 11 au 18 juillet. Ils terminent la préparation d'avant-saison par la Peace Cup qui commence le 24 juillet en Espagne. L'Olympique lyonnais quitte cette compétition dès le premier tour, après un match nul un partout face à Besiktas JK et une défaite par deux buts à zéro face au FC Porto. Il en était le tenant du titre. Cette Peace Cup n'a pas permis à Lisandro López de s'exprimer sur les terrains. En revanche, il peut jouer sous les couleurs lyonnaises face au FC Seville le 30 juillet en match amical.
L'Olympique lyonnais a un calendrier chargé au mois d'août avec, pour la première fois depuis huit ans, un passage par les qualifications en Ligue des champions. L'équipe réussit néanmoins pleinement son entrée en compétition par cinq victoires et un nul toutes compétitions confondues pour son premier mois.
Le premier match en Ligue 1 contre Le Mans permet à l'équipe de produire un jeu offensif. Le point positif est la prestation du nouvel attaquant Lisandro López avec un but et une passe décisive, et le point négatif est une défense coupable sur un but et peu utile offensivement,. Le second montre une montée en puissance et une meilleure maîtrise du ballon, mais confirme également aussi des légèretés en défense et un grand manque de réalisme en attaque. Malgré un grand nombre d'occasions et de tirs au but, l'OL ne gagne que par un but à zéro pour son premier match de la saison au stade de Gerland. Ainsi, lors des deux premiers matchs, Lyon tire 44 fois au but pour quinze tirs cadrés et trois buts. Le troisième match contre Auxerre montre l'équipe sous un meilleur jour. Malgré un remaniement important par rapport au match précédent contre Anderlecht avec les remplacements de Lisandro Lopez, Källström, Cissokho, Bastos et Cris, la défense olympienne devient solide et le profond remaniement du secteur offensif montre que Lyon a le choix à ce niveau. Malgré de nombreuses occasions (13 tirs dont 6 cadrés pour Auxerre), les hommes de Jean Fernandez buttent sur Hugo Lloris, Alain Boumsong et Réveillère. En attaque, les buts arrivent sur des actions construites et mettent en avant le travail d'équipe. Le dernier match du mois d'août, qui arrive avant une trêve internationale, voit l'équipe proposer un jeu solide et tout en réalisme en gagnant contre Nancy par trois buts à un. Le trio d'attaque Lisandro, Bastos et Gomis se distingue avec une réalisation chacun. France football note tout de même des flottements en défense.
En Ligue des champions, Lyon qui joue son premier tour préliminaire depuis neuf ans ne fait pas de détails. Profitant du moindre défaut dans la défense d'Anderlecht pour se créer une occasion dangereuse, le club se met à l'abri dès ce match aller avec une victoire par cinq buts à un. Claude Puel a un coaching gagnant en alignant Pjanić d'entrée à la place de Makoun, le jeune international bosniaque étant très bon comme meneur de jeu, et mettant un but sur coup franc dès la dixième minute. L'autre grand enseignement de ce match est que toutes les recrues se montrent à la hauteur de l'évènement. Au match retour, Lyon se qualifie sans difficulté grâce un triplé de Lisandro Lopez.

### Résultats contrastés au début de l'automne
Le début de l'automne voit l'Olympique lyonnais connaître le chaud et le froid en Ligue 1. Avec 4 victoires, un nul et deux défaites en championnat, le rythme de début de saison n'est pas maintenu. En ligue des champions, par contre, trois victoires lancent parfaitement la saison européenne du club.
Les matchs contre Lorient, le PSG et Toulouse sont poussifs, avec une expression collective limitée. L'OL se fait bousculer et ne doit un bon résultat comptable (deux victoires et un nul) qu'à un bon état d'esprit. Pendant ce mois de septembre, l'entraineur fait jouer de jeunes joueurs, notamment Maxime Gonalons (titulaire contre Lorient), Yannis Tafer (auteur de son premier but en ligue 1), Thimothée Kolodziecziak ou Clément Grenier, à la suite de nombreuses blessures musculaires, notamment aux adducteurs (Clerc, Govou, Boulmsong, Delgado, Bastos, Lisandro, Bodmer). La blessure de Bodmer lors du match contre Toulouse oblige Puel à placer Toulalan aux côtés de Cris pour plusieurs matchs. Le milieu de profession qui a déjà joué à ce poste l'an dernier, se révèle bon, voire très bon en défenseur central
On retrouve cette équipe moins fringante en Ligue des champions, où Lyon est complètement dominé en première mi-temps par la Fiorentina. Aidé par l'expulsion de Gilardino juste avant la mi-temps, l'équipe produit une deuxième mi-temps de bon niveau, récompensée par la victoire. Le deuxième match européen est une formalité pour l'OL, l'équipe de Debrecen, petit poucet de la compétition, n'étant pas au niveau et perdant sur son terrain 4 buts à 0. On peut noter sur ce dernier match la bonne performance de Kallström et de Pjanić.
Durant la pause internationale de début septembre, six Lyonnais sont appelés par leur sélectionneur. Jérémy Toulalan et Hugo Lloris jouent les deux matchs contre la Roumanie et la Serbie. Lloris est expulsé lors du match contre la Serbie pour une faute en tant que dernier défenseur, sanction qu'il juge injustifiée. Jean II Makoun joue les deux matchs contre le Gabon, marquant un but lors du deuxième. Lisandro López ne joue pas le match contre le Brésil, ni celui contre le Paraguay, il est blessé aux adducteurs. Miralem Pjanić entre à la 64e du match contre l'Arménie, et à la 61e de celui contre la Turquie. Kim Källström joue entièrement les rencontres contre la Hongrie et Malte
Le bilan du mois d'octobre est contrasté dans la compétition domestique. Le premier match, à Lens, est une victoire 2 à 0. Mais suivent, autour du match important contre Liverpool en ligue des champions, deux défaites lourdes contre Sochaux (2 à 0) et Nice (4 à 1). France-Football propose d'expliquer ce passage à vide par plusieurs éléments : le mauvais passage de la ligue 1 à la ligue des champions, la fatigue (Gomis, Pjanić et Toulalan ont joué 10 fois en 10 matchs à ce moment), une défense trop abandonnée par ses milieux (Makoun a un rendement insuffisant et Toulalan en arrière central manque au milieu), des blessures à répétition à l'arrière et un système de jeu toujours modifié par Puel. Le progrès, lui, tout en évoquant le problème des blessures, souligne l'effondrement mental de certains joueurs. Le mois d'octobre se termine toutefois par un match victorieux lors du derby à Saint-Étienne, au cours duquel Lyon a encore subi une certaine pression, avant de se retrouver en pleine possession de ses moyens après les changements effectués par Puel, Gomis, entrant à la 71e, et marquant le but victorieux. France-Football note le retour à son niveau de Makoun.
Lyon termine le mois d'octobre à la deuxième place.
En Ligue des champions, par contre, l'Olympique lyonnais réussit un exploit en allant s'imposer à Anfield road deux buts à un, au cours d'un match d'une très grande intensité et au déroulement inédit. Ainsi, Cris, le dernier défenseur central de métier disponible pour Puel est blessé lors d'un choc avec Kuyt. Sonné, il est en partie à l'origine de l'ouverture du score des Reds quelques minutes plus tard et doit être remplacé par Maxime Gonalons, un jeune milieu de terrain, formé au club. Lyon joue alors sans défenseur central de métier. Et c'est ce dernier, après une partie où Lyon tient la dragée haute à son adversaire, qui égalise. La victoire vient d'un autre habitué du banc des remplaçants : Delgado, entré à la 86e minute, marque dans un angle très compliqué en pleine course. France Football met en avant la grosse performance de Lloris et l'unité de l'équipe, où tout le monde joue à fond pour tout le monde. Le quotidien L'Équipe lui note la force de caractère de toute l'équipe, remplaçants compris.
Durant la pause internationale de début octobre, sept Lyonnais sont appelés par leur sélectionneur. Jérémy Toulalan, Sidney Govou, Bafétimbi Gomis et Hugo Lloris sont appelés pour les matchs contre les Féroé et l'Autriche. Lloris est suspendu pour le premier match, à la suite de son carton rouge lors du match contre la Serbie. Toulalan et Govou jouent contre les Îles Féroé. Jean II Makoun est sélectionné pour les deux matchs, Miralem Pjanić est sélectionné pour les deux matchs. Kim Källström est sélectionné pour les deux rencontres.

### Les espoirs d'un renouveau
Le mois de novembre est contrasté, avec trois matchs nuls en championnats et un nul et une défaite en ligue des champions.
En Ligue 1, Lyon connait un début de mois de novembre fulgurant, avec un exceptionnel 5-5 contre Marseille, score historique pour un match d'anthologie. Si le match n'est pas intéressant sur le plan comptable (empêchant Lyon de prendre la tête du championnat), il donne un relief tout particulier à la force de frappe lyonnaise, comme à celle marseillaise. Ce match fou est suivi d'un deuxième beaucoup plus terne, un modeste nul un partout contre Grenoble, au cours duquel les hommes de Claude Puel ne montrent pas de motivation excessive (seulement deux tirs cadrés, contre cinq pour leurs adversaires). Le match contre Rennes est, quant à lui, plutôt encourageant.
En compétition européenne, L'Olympique lyonnais parvient, dans un match décisif pour Liverpool et malgré de nombreuses blessures en défense, à obtenir le match nul grâce à un but de Lisandro Lopez. En défense, outre les trois centraux absents depuis quelque temps déjà, est venu s'ajouter au dernier moment avant la rencontre le forfait de Clerc. Pire, dès la 18e minute, Réveillère se blesse à son tour, obligeant les gônes à jouer avec l'inexpérimenté Gassama pour museler Yossi Benayoun. Malgré cela, et grâce à un match exceptionnel de Lloris (qui réalise trois parades exceptionnelles, entre autres), ce match permet tout à la fois de valider la qualification pour les huitièmes de finale dès la quatrième rencontre et de mettre Liverpool en très mauvaise posture. Les deux enseignements du match, selon France Football sont la solidité défensive de l'équipe entière, tous les joueurs défendant ensemble, et le très gros match de Cris, impérial de bout en bout et passeur décisif pour Lisandro Lopez à la 90e minute.
L'avant-dernier match de la poule voit l'équipe subir sa première défaite européenne de la saison, contre la Fiorentina un à zéro. Dans un match globalement dominé par les Italiens, les Lyonnais montrent des qualités dans le milieu de terrain mais une arrière-garde affaiblie par un Boumsong encore en retour de blessure, un Cissokho loin de son meilleur niveau, mais surtout une attaque faible avec des Bastos, Gomis et Govou insuffisants. Les meilleurs joueurs sont Makoun, Cris et Pjanić.
Michel Bastos est pour la première fois appelé en sélection avec l'équipe du Brésil pour jouer les matchs contre l'Angleterre et Oman les 14 et 17 novembre. Cris est appelé également, en remplacement de Fábio Aurélio, blessé. Jean II Makoun joue entièrement le match de qualification pour la coupe du monde contre le Maroc, gagné 2 à 0 par l'équipe dirigée par Paul Le Guen. Le Cameroun est qualifié et termine premier de son groupe. Hugo Lloris et Sidney Govou sont en sélection pour participer aux deux matchs de barrages contre l'Irlande. Le gardien des bleus participe aux deux matchs et réussit de grandes prestations, aidant grandement l'équipe de France. Govou ne joue que durant la deuxième mi-temps du second match. Miralem Pjanić participe aux deux matchs de barrages contre le Portugal. Durant le premier, il n'entre qu'à la 87e minute, et il joue entièrement le second. Son équipe s'incline par deux fois 1 - 0.

### Une fin d'année difficile
Le mois de décembre est très mauvais pour les Lyonnais. En Ligue 1, avec trois défaites, un nul et une victoire, l'équipe bafouille son football, et un bon nombre de joueurs présentent des performances très en dessous de leurs capacités.
Le premier match du mois, la défaite contre Lille, montre un groupe très faible en défense, avec Jean-Alain Boumsong médiocre et surtout de faibles ressources mentales. Après avoir mené de deux buts à la mi-temps, les Lyonnais reculent et laissent filer une victoire, malgré les bonnes performances de Lisandro Lopez et Hugo Lloris.
La seule victoire du mois, contre Boulogne, se joue à domicile avec un public hostile. Au point de faire dire à Claude Puel : « Nous avons joué à huis clos ». La prestation est moyenne et Miralem Pjanić et Hugo Lloris sont les meilleurs hommes du match, malgré un raté de la part du Bosniaque peu avant la fin de la partie manque de tout compromettre. Bafétimbi Gomis est très loin de son niveau.
Le match nul contre Monaco est particulièrement significatif des difficultés de cette période, avec une défense fébrile et un milieu de terrain très peu consistant. Miralem Pjanić, en particulier, y livre un de ses plus mauvais matchs, techniquement très faible.
Avec la défaite face à Montpellier, Lyon perd en une moitié de saison trois fois à domicile, soit le plus mauvais total depuis la saison 1997-1998.
En compétition européenne, Lyon est déjà qualifié et doit compter sur les résultats des adversaires pour réussir à accrocher la première place. L'équipe bat Debrecen quatre buts à zéro, mais la victoire finale de la Fiorentina sur le terrain de Liverpool l'empêche de récolter le protecteur statut de tête de série lors du tirage au sort des huitièmes de finale. Ainsi, c'est le Real Madrid qui est désigné contre les Lyonnais.
Durant les mois novembre et décembre, le club perd le soutien de nombreux supporters. Beaucoup de blessures, l'usure des matchs avec une préparation raccourcie à cause du tour préliminaire de Ligue des champions, une certaine perte de confiance aboutissent à des résultats en dents de scie et des matchs médiocres comme contre Grenoble, Monaco et Montpellier. De plus, une contestation apparait parmi les cadres de l'équipe contre une partie de la méthode d'entrainement de Claude Puel.

### Une forme retrouvée malgré des défaites en coupes
L'un des tournants de la saison est donc probablement le retour de la trêve, et le stage en Tunisie. Durant les mois de janvier et février, l'équipe reprend progressivement pied grâce à de nombreux facteurs : le retour des blessés amenant concurrence et fraicheur, une série de victoires ramenant la confiance, une modification des entrainements et enfin le management de la crise de Jean-Michel Aulas. En effet, Claude Puel aurait eu du mal à traverser cette période sans cela, les critiques ne venant pas que de l'extérieur.
L'Olympique lyonnais embauche début janvier le défenseur central Dejan Lovren en provenance du Dinamo Zagreb, pour huit millions d'euros plus un million et demi de bonus éventuels. Peu connu en France, il n'a que vingt ans et deux sélections nationales, il apparait comme un pari sur l'avenir,.
L'OL commence l'année en remportant ces matchs dans les deux coupes nationales. En Coupe de France, face à Strasbourg, Lyon maîtrise son jeu, même si la défense se signale par quelques flottements, du côté de Lamine Gassama comme d'Anthony Réveillère. Par contre, le milieu de terrain, souvent mauvais en décembre, retrouve sa solidité avec la paire Jérémy Toulalan-Kim Källström. Bafétimbi Gomis et Michel Bastos se distinguent en attaque.
En Coupe de la Ligue, face à Metz, cinquième de Ligue 2, Lyon maitrise encore davantage les débats. La défense cette fois-ci répond présent et on peut noter le premier but de Jérémy Toulalan à l'OL ainsi que le doublé de Lisandro Lopez sur deux passes de César Delgado.
En Ligue 1, Lyon débute bien également en remportant son match à Nancy deux à zéro. Malgré une défense centrale, composée de Cris et Jean-Alain Boumsong, décevante ; Hugo Lloris permet aux siens de passer les moments difficiles pour leur permettre de remporter la partie sur la fin. Ensuite, à Lorient, l'OL signe un nouveau succès similaire, trois buts à un en ayant été mené à la pause. Quelques arrêts de Hugo Lloris permettent à Lyon de rester dans le match. La première mi-temps est délicate voit Miralem Pjanić rater son entrée à tel point que Claude Puel le remplace à la trente-neuvième minute. Jean-Alain Boumsong est toujours en dessous de ses coéquipiers. L'entrée de Bafétimbi Gomis offre un nouvel élan et l'Olympique lyonnais remporte donc la victoire, réussissant à hausser nettement son niveau de jeu.
Pour le retour aux coupes nationales, Lyon se heurte à l'équipe en forme du moment : l'AS Monaco. Dans un match de coupe engagé et serré, l'OL est battu par une équipe solide, mené par un duo Nenê - Parket un pénalty litigieux,. Dejan Lovren y joue son premier match sous ses nouvelles couleurs. En Coupe de la Ligue, l'Olympique lyonnais est sorti de la compétition par FC Lorient par un but à zéro. L'équipe n'a pas su remonter un but marqué rapidement par son adversaire, malgré la présence de la plupart des titulaires. Visiblement, la priorité n'est pas là dans l'esprit de tout le monde.
Débarrassé des coupes nationales, l'OL monte en puissance en ce début d'année. Capable de hausser son niveau de jeu, l'équipe présente de plus en plus d'assurance et un certain nombre de joueurs retrouvent leur pleine capacité, tel Cris et Michel Bastos,. Les victoires contre Lens, Sochaux ou Nice montrent une équipe plus joueuse, plus solide et avec un mental toujours au beau fixe. Surtout, ses matchs pas forcément flamboyants donnent un résultat comptable rapide en plaçant à nouveau Lyon parmi les candidats crédible aux premières places, choses inimaginable à la trêve hivernale. En effet, sur les deux premiers mois de l'année, l'OL a remporté 19 points sur 21 possibles, revenant à deux points des leaders Montpellier et Bordeaux.

### Un printemps historique en Ligue des champions

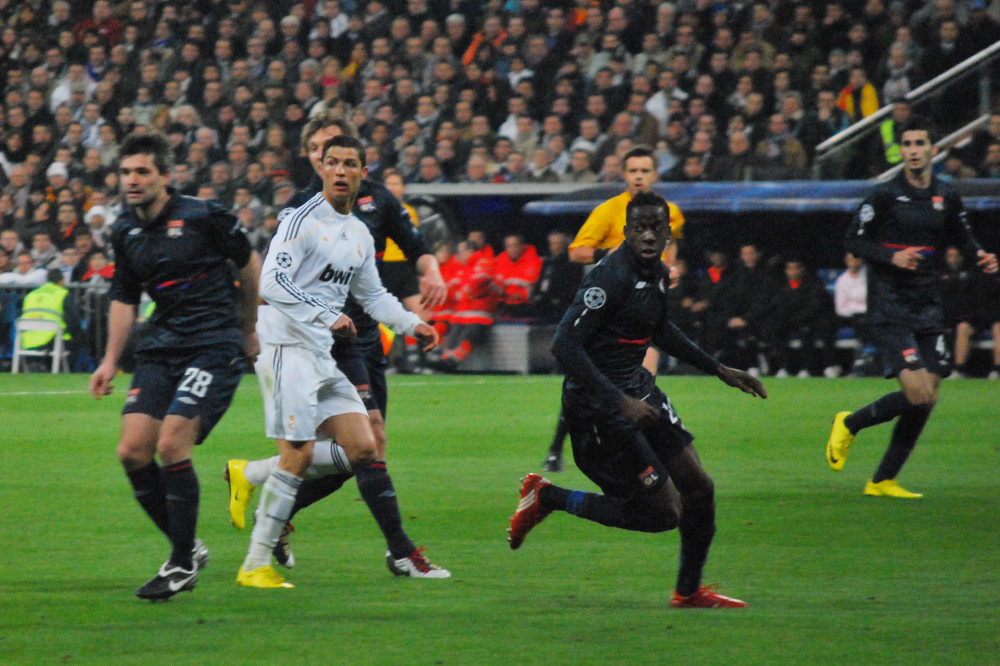
Toulalan et Cissokho contre Ronaldo.

En Ligue des champions, il élimine le Real Madrid de la compétition en huitièmes de finale
Cette qualification contre le Real Madrid marque les esprits, jamais l'équipe n'avait éliminé un club de ce prestige en match aller - retour.
Le mois de mars est plombé par la qualification pour la ligue des champions. Visiblement dans tous les esprits, elle occulte le championnat, où Lyon ne gagne pas trois matchs de suite, en perdant celui capital pour la tête du championnat, contre Marseille. Cette défaite est probablement un moment charnière dans la course au titre de cette saison. Dans un match de haut niveau, Marseille gagne à l'énergie, le meilleur lyonnais étant Gomis, entré seulement à la 64e et égalisateur.
Mais cette défaire sera la dernière de la saison. En avril, l'équipe poursuit un très bon rythme en championnat ; et ceci, malgré son parcours en ligue des champions. Le match symbole de cette série est celui contre Rennes, juste avant le quart de finale retour de ligue des champions contre Bordeaux. Claude Puel remodèle lourdement son équipe pour la préserver, et obtient tout de même une victoire. L'OL profite de la perte de vitesse de Bordeaux et Montpellier pour prendre provisoirement la tête de la Ligue 1 à la 31e journée, une place reprise par Marseille le 7 avril lors d'une victoire dans un match en retard.
En Ligue des champions, il affronte les Girondins de Bordeaux en quarts. Au match aller, à domicile, l'OL l'emporte par trois buts à un puis, une semaine plus tard, obtient son ticket pour la première demi-finale de Ligue des champions de son histoire, malgré une défaite 0-1 à Bordeaux.
Le premier match, bien maîtrisé par les Lyonnais, a montré la différence d'expérience entre les deux clubs pour gérer ce genre de rencontres, et ce malgré un match de très haut niveau produit par les deux équipes. Deux individualités ont également lourdement pesée dans la victoire initiale lyonnaise : Lisandro Lopez, qui prouve alors son statut de buteur de classe européenne, et Hugo Lloris, qui effectue deux parades de niveau international. Michel Bastos, César Delgado et Aly Cissokho se sont également nettement distingués.
Le match retour sera par contre à sens unique, avec un Bordeaux joueur et offensif et un Lyon recroquevillé sur son but. Privé de Lisandro et de Govou suspendus, l'équipe oublie toute velléités d'attaques, Claude Puel sortant même Gomis à la 66e pour faire entrer Pjanić. Sans surprise, pour le journal L'équipe, les trois meilleurs lyonnais de la soirée ont été Lloris, Cris et Boumsong, qui ont très bien su étouffer les possibilités offensives bordelaises et Chamakh. La revue France football, elle, met en avant l'efficacité du milieu de terrain lyonnais, qui a su rester discipliné, quadriller le terrain, s'adapter aux situations nouvelles.
Sur l'ensemble des deux matchs, Lyon gagne sa qualification grâce à "sa faculté à profiter des erreurs adverses, son réalisme offensif, sa capacité à savoir souffrir collectivement, à bien lire les matchs, à bien défendre ensemble et à ne jamais perdre de vue ce qu'il veut faire sur le terrain."
Après cette qualification historique, le retour au quotidien du championnat est difficile, avec deux matchs au sommet contre deux tenants du haut de tableau : Lille et Bordeaux. Ce seront deux beaux matchs, de haut niveau, concluent par deux nuls (1-1 et 2-2). Face à Lille, Lyon domine et tire beaucoup au but, mais ne parvient pas à trouver la faille. Pjanić se distingue par une intense activité (gros volume de jeu, 10 centres, 5 tirs dont 3 cadrés). Contre Bordeaux, les retrouvailles après la ligue des champions accouchent d'un match plaisant durant toute la partie, qui se termine malheureusement par des accrochages sévères en fin de matchs, l'arbitre étant obligé de sortir trois cartons rouges.
Ces deux matchs nuls ne font les affaires d'aucune équipe, et surtout pas des lyonnais qui perdent du terrain face à Marseille, leader, mais qui conservent leur place sur le podium.

### Une fin de saison inespérée
Fin avril est entièrement consacrée à la ligue des champions, le match contre Monaco étant reporté au 12 mai. Lyon perd la demi-finale de la Ligue des champions (0-1, 0-3).
Malgré la déception d'être passé à côté d'une finale de Ligue des champions, l'équipe vit finalement suffisamment bien pour redresser la tête immédiatement. Lyon parvient à franchir l'obstacle de deux matchs pièges contre des adversaires directs pour les premières places : Montpellier et Auxerre. Dans les deux cas, face à des formations qui doivent les faire chuter, les lyonnais commencent par subir, pour redresser la barre en deuxième mi-temps et terminer plus fort que leurs adversaires. « Au forceps », comme le reconnait Claude Puel, l'équipe gagne donc dans la douleur ses deux matchs clés.
Elle termine le championnat avec deux victoires et un nul, ce qui lui permet d'obtenir une deuxième place en championnat, en profitant du faux pas inespéré de Lille lors de la dernière journée.

## Bilan de la saison
D'après le président Jean-Michel Aulas, et son entraineur Claude Puel, l'OL a vécu une très bonne saison, même si elle se termine à nouveau sans aucun trophée. Les points positifs relevés sont une deuxième place en championnat, une accession historique au dernier carré de la Ligue des champions, le tout assorti de plusieurs matchs de hauts niveaux. Sur le plan comptable, Lyon, qui finit avec 72 points termine mieux que l'année précédente, mais moins bien que les cinq années précédentes. Avec 64 buts inscrits, l'équipe améliore également son score de l'an dernier, et se place dans la moyenne des dernières saisons. En revanche, les 38 buts encaissés représentent le plus mauvais résultat de l'équipe depuis la saison 2002-2003.
Cette saison est notable pour Lyon par une bien plus grande volonté offensive que la saison 2008-2009. L'équipe passe de 471 tirs à 592 entre les deux années. Même si le nombre de tirs cadrés ne suit pas la même progression, ce chiffre marque le désir d'un jeu davantage porté vers l'avant. Notons d'ailleurs que Lyon est l'équipe qui a le plus tirée sur les poteaux, avec dix-neuf tirs contrés par le matériel. Quelques joueurs ont obtenu des récompenses individuelles, Hugo Lloris élu meilleur gardien de Ligue 1 par France Football et par l'UNFP. Lisandro Lopez est élu, meilleur joueur de Ligue 1.

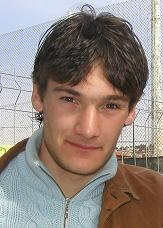
Hugo Lloris, élu meilleur gardien de L1

Cette deuxième place permet au club de poursuivre deux séries historiques pour une équipe française : une douzième place d'affilée sur le podium et une onzième participation consécutive à la ligue des champions (hors tour préliminaire).
Sur le plan européen, le club est le 10e club au classement UEFA avec 96,748 points.
- 7  Séville FC (108.958)
- 8  Inter Milan (100.867)
- 9  AC Milan (99.867)
- 10  Olympique lyonnais (96.748)
- 11  Werder Brême (94.841)
- 12  Hambourg SV (86.841)
- 13  Real Madrid (84.951)

## Joueurs et staff

### Effectif professionnel
Trente cinq joueurs composent l'équipe professionnelle lyonnaise pour la saison 2009-2010, dont quelques jeunes joueurs formés au club. Au poste de gardien de but, Hugo Lloris est le titulaire et effectue sa seconde saison au club. Il est suppléé par Rémy Vercoutre et Joan Hartock est déclaré troisième gardien. À l'arrière, l'équipe dispose de neuf défenseurs, dont les deux arrières droits François Clerc et Anthony Réveillère ; les défenseurs centraux Cris, Cleber Anderson, Dejan Lovren, Jean-Alain Boumsong, Timothée Kolodziejczak et Lamine Gassama ; et l'arrière gauche Aly Cissokho. Au milieu de terrain, ce sont dix joueurs qui se partagent les postes. Les milieux à vocation défensive sont Jérémy Toulalan, Mathieu Bodmer e Maxime Gonalons  puis les meneurs sont Miralem Pjanić, Jean II Makoun et Kim Källström, et les milieux offensifs Sidney Govou, Ederson, Michel Bastos et Clément Grenier. En attaque, quatre joueurs font partie de l'effectif. Lisandro López et Bafétimbi Gomis sont les deux attaquants principaux et sont suppléés par les jeunes Yannis Tafer et Ishak Belfodil.
Des jeunes joueurs issus du centre de formation sont également inclus dans l'effectif professionnel. Anthony Lopes au poste de gardien de but, Nicolas Seguin, Sébastien Faure, Ousmane N'Diaye et Thomas Fontaine en défense, Saïd Mehamha et Enzo Real au poste de milieu de terrain et Alexandre Lacazette en attaque.

## Tactique et équipe-type
| \| Lloris Cissokho Boumsong Cris Réveillère (Källström) Toulalan Pjanić Makoun Bastos (Delgado) López (Gomis) Govou (Ederson) \| Équipe-type de la saison 2009-2010 |
| Lloris Cissokho Boumsong Cris Réveillère (Källström) Toulalan Pjanić Makoun Bastos (Delgado) López (Gomis) Govou (Ederson)                                          |

Durant la saison, l'équipe a évolué le plus souvent dans un schéma de jeu en 4-3-3, devenu traditionnel pour l'Olympique lyonnais sur les dernières années. Même si une équipe type peut se dégager avec les temps de jeu, il faut noter que certains secteurs de jeu ont subi de nombreux changements, que ce soit à cause des blessures (la défense) ou de la volonté de l'entraineur de ne pas se laisser enfermer dans une seule solution tactique (au milieu essentiellement).
En défense, devant Hugo Lloris, on trouve de gauche à droite Cissokho, Boumsong, Cris et Réveillère. Notons qu'à cause de blessures, Boumsong a manqué presque la moitié des matchs de la saison, étant remplacé par Bodmer, Toulalan ou Lovren.
Au milieu du terrain, Le triangle place Toulalan en milieu purement défensif, devancé par Pjanić et Makoun. Il faut noter que cette disposition a fréquemment évolué, avec Källström ou Gonalons pouvant remplacer l'un ou l'autre joueur titulaire.
En attaque, le poste d'avant-centre est dévolu sans contestation à Lisandro Lopez, même si Claude Puel lui a fait faire quelques essais sur le côté gauche. Il est encadré par Bastos à gauche et Govou à droite (parfois Delgado), ces deux joueurs étant régulièrement remplacés pour cause de méforme, de blessures ou de choix tactiques différents.

### Staff technique

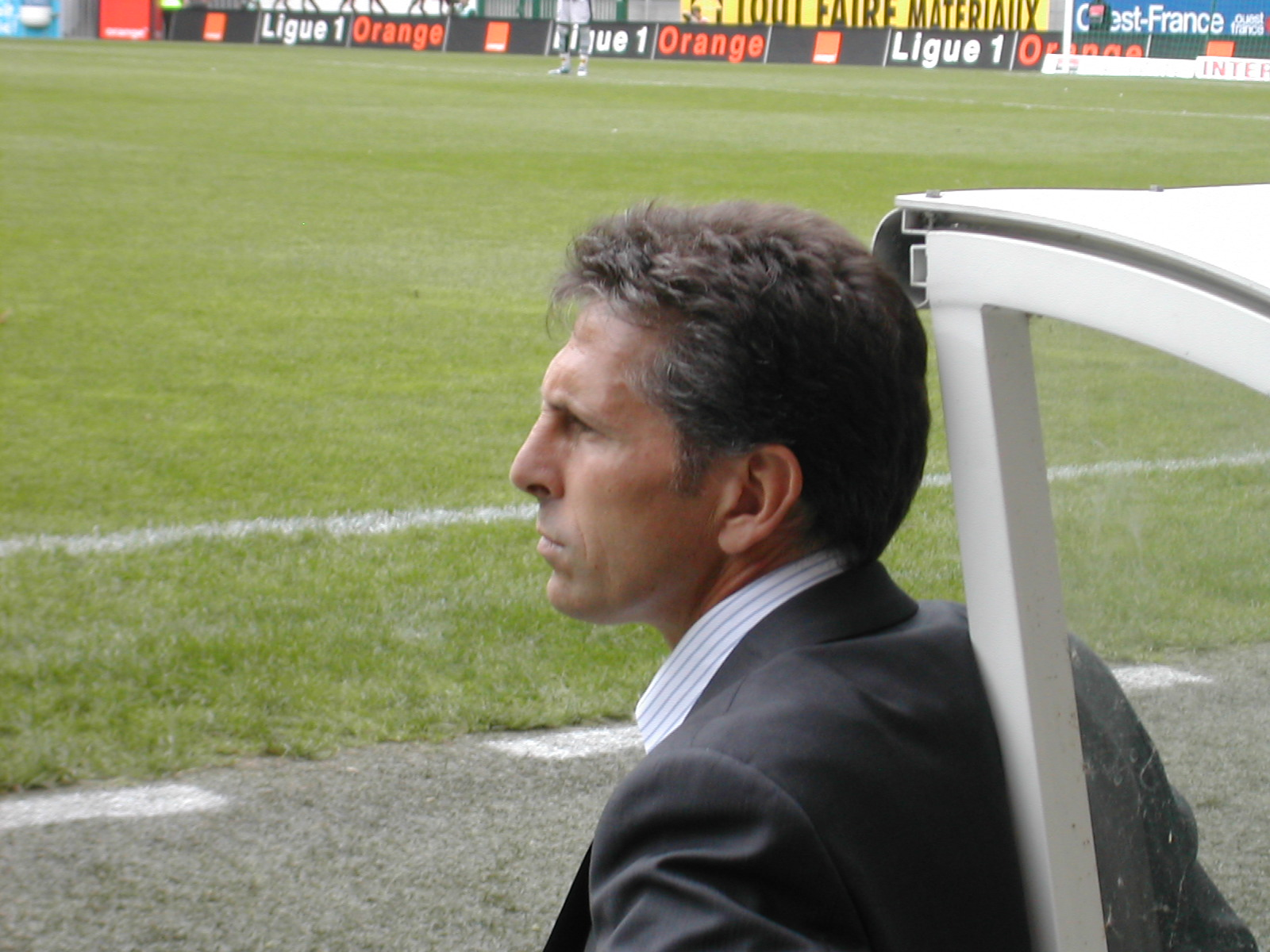
Claude Puel, entraineur de l'OL

Lors de la saison 2009-2010, Claude Puel effectue sa deuxième saison en tant qu'entraîneur. Pour effectuer sa tâche, il possède plusieurs collaborateurs dont les rôles sont définis. Patrick Collot et Bruno Genesio sont ses adjoints alors que Joël Bats effectue une saison de plus en tant qu'entraîneur des gardiens et Sonny Anderson est responsable des attaquants du groupe professionnel. Guy Genet et Jérôme Renaud sont les intendants du club, Rémi Garde cadre technique et Christophe Toni est le régisseur de l'équipe professionnelle. D'autres personnes sont consacrées au domaine physique et médical du groupe. Emmanuel Ohrant est médecin à l'Olympique lyonnais, et trois kinésithérapeutes, Patrick Perret, Sylvain Rousseau et Abdeljelil Redissi sont en poste. Enfin, Vincent Espié s'occupe de la préparation physique de l'équipe professionnelle.
Dans le domaine administratif, Jean-Michel Aulas est président depuis 1987. Il est conseillé par Bernard Lacombe, un ancien joueur et entraîneur du club qui est chargé du recrutement des joueurs. Marino Faccioli est directeur communication.

### Les transferts
Soixante-dix millions d'euros sont dépensés par l'Olympique lyonnais lors de l'été 2009 pour le recrutement des joueurs, et cinquante-deux millions d'euros de recettes sont enregistrés grâce aux ventes. Les premiers mouvements ont lieu dès le 1er juillet 2010 avec le départ de Karim Benzema pour le Real Madrid. L'accord est conclu pour un montant de trente-cinq millions d'euros. Le lendemain et après deux saisons passées à l'Olympique lyonnais, Kader Keita s'engage avec Galatasaray pour un transfert s'élevant à 8,5 millions d'euros. Le même jour, la première recrue est annoncée, avec une enveloppe de vingt-quatre millions Lisandro López devient le transfert le plus cher de l'histoire lyonnaise. Le 20 juillet 2009, deux joueurs sont présentés : Michel Bastos en provenance de Lille OSC pour une transaction qui s'élève à dix-huit millions d'euros et Aly Cissokho en provenance du FC Porto pour quinze millions d'euros. Au début de la saison, un second attaquant est recruté. L'AS Saint-Étienne et l'OL concluent le transfert de Bafétimbi Gomis pour une somme de treize millions d'euros.
Juninho Pernambucano reçoit l'autorisation du club pour un départ vers le Championnat du Qatar. Une indemnité de deux millions d'euros est versée par le club Al Gharrafa Doha. Le club de Grenoble lève l'option d'achat de deux millions d'euros pour Sandy Paillot qui jouait préalablement dans son équipe sous forme de prêt. Fabio Grosso et Anthony Mounier quittent également Lyon pour Turin et Nice. Les transactions s'élèvent à deux millions et deux millions et demi d'euros respectivement. Le Brésilien Fábio Santos négocie une rupture de contrat avec l'OL et Pierrick Valdivia en fin de formation signe à Sedan. Maxime Gonalons et Loïc Abenzoar, également issus du centre de formation, signent leur premier contrat professionnel. Deux joueurs réintègrent la formation lyonnaise à l'issue d'une année de prêt. Il s'agit de Romain Beynié et Cléber Anderson.
Robert Duverne, préparateur physique de l'Olympique lyonnais et de l'Équipe de France décide de ne se consacrer qu'à son poste national et obtient l'accord de son club pour une rupture de contrat. La période estivale des transferts se terminent avec le départ, sous forme de prêt d'une durée d'un an de trois joueurs : Jérémy Pied pour le FC Metz, Frédéric Piquionne pour Portsmouth et John Mensah pour Sunderland.
Au mercato hivernal, peu de mouvement est enregistré dans l'effectif. Dejan Lovren est acheté au Dinamo Zagreb pour huit millions d'euros et Romain Beynié transféré à Gueugnon.

## Statistiques

### Classement des buteurs
Durant les matchs officiels de la saison, quatre-vingt-quatorze buts ont été marqués par les joueurs lyonnais. Ils ont par ailleurs bénéficié de deux buts contre son camp de Onyekachi Apam de l'OGC Nice et Dianbobo Baldé de Valenciennes.
Le meilleur buteur pour l'OL est Lisandro López avec vingt-quatre réalisations. Il est suivi par Michel Bastos et Bafétimbi Gomis avec quinze buts. Un peu plus loin, Miralem Pjanić a marqué onze buts, puis cinq pour César Delgado et Kim Källström et quatre pour Cris. Sidney Govou a marqué trois buts, Jean II Makoun, Jean-Alain Boumsong, Maxime Gonalons et Ederson en ont marqué deux et pour finir, quatre joueurs ont marqué un but. Il s'agit de Mathieu Bodmer, Yannis Tafer, Aly Cissokho et Jérémy Toulalan. Aly Cissokho et Jérémy Toulalan ont marqué un but contre leur camp.
Durant la période des matchs amicaux, Kim Källström a marqué trois buts, alors Ederson, Bafétimbi Gomis, Lisandro López en ont marqué un.

### Classement des passeurs
La LFP établit un classement des passeurs pour les matchs du championnat de France récompensant les joueurs ayant effectué une passe dite décisive, c'est-à-dire permettant à un autre joueur de marquer un but. Ce classement est dominé par le joueur de l'Olympique de Marseille Lucho Gonzalez avec onze passes. Le premier lyonnais Miralem Pjanić est classé onzième et a comptabilisé sept passes décisives. Plus loin dans le classement, Lisandro López comptabilise cinq passes, Ederson, Bafétimbi Gomis et Kim Källström quatre puis Sidney Govou, Jean II Makoun, Aly Cissokho et César Delgado deux passes. Et enfin une seule pour Yannis Tafer, Michel Bastos, Jérémy Toulalan, Cris et Hugo Lloris.

### Statistiques individuelles
Le joueur le plus utilisé lors de la saison est Miralem Pjanić qui a participé à cinquante-trois rencontres, dont trente-six en championnat. Le gardien de but Hugo Lloris est second avec cinquante-deux matchs, dont trente-six en championnat. Les attaquants Bafétimbi Gomis et Lisandro López et le défenseur Cristiano Marques Gomes ont joué cinquante matchs. Trois joueurs ont participé à toutes les rencontres de l'Olympique lyonnais en Ligue des champions. Il s'agit des deux joueurs les plus utilisés par Claude Puel, Hugo Lloris et Miralem Pjanić mais également Aly Cissokho.
Cinq cartons rouges ont été délivrés aux joueurs lyonnais. Anthony Réveillère en a reçu un direct et Cris, Jean II Makoun, Jérémy Toulalan et Maxime Gonalons à la suite d'un deuxième carton jaune. Avec onze cartons jaunes, Cris est le joueur le plus averti.

### Affluence
En championnat, un total de 679 567 spectateurs se sont déplacés au stade de Gerland durant la saison, d'où une moyenne de 35 767 spectateurs. Cela représente un taux de remplissage du stade de 87,14 %, soit le meilleur taux devant l'Olympique de Marseille et les Girondins de Bordeaux avec 85,42 % et 84,36 %. La plus grande affluence a lieu lors du match de la trente-deuxième journée contre Lille OSC. Il a attiré 38 593 spectateurs, et le match le moins suivi est celui contre le Valenciennes FC lors de la seconde journée où 31 745 spectateurs ont assisté à la rencontre. Par ailleurs, le public lyonnais termine second du Championnat de France des tribunes, une compétition honorifique organisée par la Ligue de football professionnel, derrière le public lensois.
En dehors du championnat, la plus faible affluence a lieu lors du huitième de finale de la Coupe de la Ligue contre le FC Metz avec 20 010 spectateurs et la plus haute lors de la réception du Real Madrid en Ligue des champions avec 40 351 spectateurs.

## Détails des matchs

### Peace Cup
L'Olympique lyonnais est éliminé du tournoi dès le premier tour. Il perd le titre acquis lors de la compétition précédente.

## Autres équipes

### Équipe féminine de l'Olympique lyonnais
Pour la quatrième fois consécutive, l'équipe féminine de l'OL gagne son championnat de France. Elle y parvient à la dernière journée talonnée par Juvisy, en gagnant à Montigny-le-Bretonneux 5 à 0. Cette série égale le record de l'équipe de Toulouse.
Finalement, l'équipe des fenottes a remporté 18 matchs, fait 2 matchs nuls et perdu 2 rencontres. Cette saison est marquée par une attaque de feu, avec 93 buts marqués (soit plus de 4 buts par matchs de moyenne), loin devant la seconde attaque qui en totalise 62. L'équipe est la seconde défense du championnat avec 11 buts pris, derrière le Paris Saint Germain avec 8 buts.
En challenge de France, les féminines s'arrêtent en demi-finale, battues par le futur vainqueur le Paris Saint-Germain aux tirs au but.
En ligue des champions, l'équipe effectue une saison historique en atteignant pour la première fois la finale de la compétition, qu'elles perdent contre les Allemandes de Potsdam.
Les meilleures au classement des passes décisives sont Katia Da Silva avec 10 passes décisives, Louisa Necib avec 9 et Lara Dickenmann avec 6.

### Équipe réserve de l'Olympique lyonnais
L'équipe réserve de l'Olympique lyonnais termine cette année à la quatrième place du groupe B de CFA.